# Slät fjällskivling
Slät fjällskivling (Lepiota oreadiformis) är en svampart som beskrevs av Velen. 1920. Slät fjällskivling ingår i släktet Lepiota och familjen Agaricaceae.  Arten är reproducerande i Sverige. Inga underarter finns listade i Catalogue of Life.